# Clavatula kraepelini
Clavatula kraepelini is een slakkensoort uit de familie van de Clavatulidae. De wetenschappelijke naam van de soort is voor het eerst geldig gepubliceerd in 1914 door Strebel.